# Meesia triquetra
Meesia triquetra là một loài Rêu trong họ Meesiaceae. Loài này được (L. ex Jolycl.) Ångström mô tả khoa học đầu tiên năm 1844.